# Torbjörn Bergström
Torbjörn Bergström, född 11 september 1962, är en svensk före detta fotbollsspelare (försvarare) som representerade Gais 1986–1988.

## Biografi
Lundqvist kom från Strängnäs-klubben IK Viljan till Gais i division II södra 1986, och spelade denna säsong 6 matcher (inga mål). När Gais följande säsong vann serien och tog sig upp i Allsvenskan var han dock ordinarie och spelade 22 av 26 matcher (1 mål). I Allsvenskan 1988 spelade han emellertid bara en enda match, och till säsongen 1989 gick han till IF Warta.